# Spodoptera conjuncta
Spodoptera conjuncta är en fjärilsart som beskrevs av Hans Rebel 1921. Spodoptera conjuncta ingår i släktet Spodoptera och familjen nattflyn. Inga underarter finns listade i Catalogue of Life.